# Seren la Celta
Seren la Celta. Giallo alla corte di Nerone è un romanzo giallo storico del 2006 di Giuliano Dego.

## Trama
La vicenda è una spy-story ambientata al tempo di Nerone ed è incentrata sulla figura di una principessa britannica che, attraverso sanguinose e crude peripezie, deve favorire la rivolta del suo popolo contro la dominazione romana per vendicarsi da un episodio di violenza e stupro subito da sua madre, da sua sorella e da lei stessa. Nella vicenda le avventure della protagonista si intrecciano con quelle della corte di Nerone e di un serial-killer che spaventa Roma.

## Edizioni
- Giuliano Dego, Seren la Celta, collana BUR, Rizzoli, 2006,  p. 333.